# Michael Kiefer
Michael Kiefer (* 1961) ist ein deutscher Islamwissenschaftler und Publizist.

## Leben
Kiefer studierte Islamwissenschaft, Politikwissenschaft und Philosophie an der Universität Köln. Dort wurde er mit einer Arbeit über das Thema Schulversuch Islamkunde in Nordrhein-Westfalen promoviert. Von 2007 bis 2009 war er wissenschaftlicher Mitarbeiter im BMBF-Verbundprojekt Mobilisierung von Religion in Europa an der Universität Erfurt und arbeitet danach in der Arbeitsgruppe Frieden Religion und Bildung der Universität Osnabrück. Er befasst sich mit den Themenfeldern Migration und Rassismus, Antisemitismus, Islamismus, Radikalisierungsprävention und Soziale Arbeit. Hierzu hat er zahlreiche Publikationen vorgelegt. Kiefer nahm im April 2021 den Ruf der Universität Osnabrück für die Professur Soziale Arbeit in der Migrationsgesellschaft mit dem Schwerpunkt muslimische Wohlfahrtspflege ang.

## Schriften
- Antisemitismus und Migration. Berlin 2017, ISBN 978-3-933247-69-8.
- Antisemitismus in den islamischen Gesellschaften, Der Palästina-Konflikt und der Transfer eines Feindbildes. Düsseldorf, 2002, ISBN 3-9805861-2-X.
- Elfter September Nulleins. Die Anschläge, Ursachen und Folgen. Ein Kongress-Reader der Jungle World Redaktion, Beiträge zum Kongress mit anderen. Verbrecherverlag, Berlin, ISBN 3-935843-17-8.
- Islamkunde in deutscher Sprache in Nordrhein-Westfalen. Münster, Westf 2005.